# HD 9742
HD 9742 är en orange jätte i Bildhuggarens stjärnbild.
Stjärnan har visuell magnitud +6,11 och är svagt synlig för blotta ögat vid mycket god seeing.